# 黃偉燐
黃偉燐（洋名：NUNO），為澳廣視及澳門電台節目主持，也是香港、泰國、澳門的模特兒。

## 簡歷
黃偉燐著名澳門藝人。於2007年6月畢業於聖若瑟教區中學。母語為廣東話以及流利的英語/普通話/泰語，畢業後收讀澳門科技大學國際旅遊學士學位。曾到泰國留學一段時間，懂得基本的泰語溝通。之後加入了澳廣視工作，令他帶來不少演出經驗。曾兼職澳門皇冠酒店宣傳大使、永安旅行社導遊，也曾多次在泰國拍攝不同品牌的時裝廣告。2001年正式參與幕前演藝工作，曾擔任電視節目主持、模特兒、演員以及各大型活動司儀，2012年成為澳門歷年來第一位澳門代表參加亞洲先生競選。2013年以澳門代表身份去印尼參加國際先生競選（Mister International 2013），並獲得網上最上鏡先生頭三甲。現為澳門演藝人協會副會長、澳門選美連盟副會長。曾主持多場大型活動以及電視節目，亦參與多部海內外演出之電影、電視劇、綜藝節目及廣告拍攝，現於內地主演灣區電視連續劇「灣區一家人」。

## 演出
- 2012年度 亞洲先生競選 獲「優秀表現獎」
- 2013年度 國際先生競選 獲「最上鏡先生」前三
- 2017年度 成為澳門代表出戰粵語好聲音，代表作《偉大論》
- 2020年度 內地電視連續劇『灣區一家人』有」澳門女婿」之稱
- 2021年度 獲邀央視國慶晚會成為二岸四地表演嘉賓(澳門代表)
- 2022年度 登上了」元宇宙春晚」 成為二岸四地表演嘉賓(澳門代表)
- 2022年度 央視電視劇「灣區兒女2-青春之城」
- 2023年度海南·三沙衛視「海的傳說」表演嘉賓（唯一澳門代表)
- 2023年度 「粵港澳台青年元宵晚會」成為二岸四地表演嘉賓(澳門代表)

## 澳廣視電視節目主持
- 2013 ATV人氣春晚
- 趣智中文科
- 成理貴言
- 菲你莫屬
- 童夢飛翔
- 寵物窩
- 儷人學苑
- 全能料理王
- 優客李林
- 我的美麗手冊
- 歡樂滿fun
- 好玩奧運
- 葡語運快拍
- 東亞運快拍

## 廣告
- 可口可樂
- 喜力啤酒
- 眼鏡88
- pccw@eye2
- Samsung

## 課程導師
- 澳門政府教育暨青年局、澳門婦聯總會、五洲傳奇、熱血青年中心指定模特兒、主持課程導師